# Famille abstraite de langages
En informatique théorique, et en particulier en théorie des langages formels, le terme famille abstraite de langages réfère à une notion qui généralise des caractéristiques communes aux langage rationnels, aux langages algébriques, aux langages récursivement énumérables et à de nombreuses autres familles de langages formels.

## Définitions
- Un langage formel est un ensemble {\displaystyle L} de mots sur un alphabet fini {\displaystyle A}, c'est-à-dire une partie du monoïde libre {\displaystyle A^{*}}, où * dénote l'étoile de Kleene.

- Une famille de langages est un couple formé d'un alphabet infini noté {\displaystyle \Sigma } et, pour toute partie finie {\displaystyle A} de {\displaystyle \Sigma }, d'un ensemble de langages formels sur {\displaystyle A}.

- Un cône rationnel (appelé full trio en anglais) est une famille de langages fermée pour les opérations de morphisme, de morphisme inverse, et d'intersection avec les langages rationnels.
- Un cône rationnel fidèle (appelé trio en anglais) est une famille de langages fermée pour les opérations de morphisme non effaçant, de morphisme inverse, et d'intersection avec les langages rationnels.

- Une famille de langages est rationnellement fermée si elle est fermée pour les opérations d'union, de produit, et d'étoile de Kleene.
- Une famille abstraite de langages (full abstract family of languages ou full AFL en anglais) est un cône rationnel qui en plus est rationnellement fermé.

- Une famille abstraite de langages fidèle (abstract family of languages ou AFL en anglais) est un cône rationnel fidèle rationnellement fermé.

On rencontre aussi la notion de semi-AFL pour un cône rationnel fermé par union.

## Exemples de familles abstraites de langages et propriétés
- Les langages rationnels forment une famille abstraite de langages.

- Les langages algébriques forment une famille abstraite de langages.

- Les langages contextuels forment une famille abstraite de langages fidèle, parce qu'ils ne sont pas fermés par morphisme quelconque.

- Les langages récursivement énumérables forment une famille abstraite de langages fidèle ainsi que les langages récursifs.

- Tout cône rationnel contient la famille des langages rationnels.

- Les langages linéaires forment un cône rationnel fermé par union. De même, les langages quasi-rationnels forment un cône rationnel fermé par union. Les langages linéaires ne sont pas rationnellement fermés, les langages quasi-rationnels le sont.

- D'autres opérations ne s'expriment pas au moyen des opérations de transduction rationnelle ou de fermeture pour les opérations rationnelles. Ce sont notamment le mélange (shuffle), l'image miroir, les substitutions.

## Origine
Le premier article traitant des familles abstraites de langages a été présenté par Seymour Ginsburg et Sheila Greibach au huitième symposium de la série Symposium on Switching and Automata Theory en 1967.